# Prix Vautrin Lud

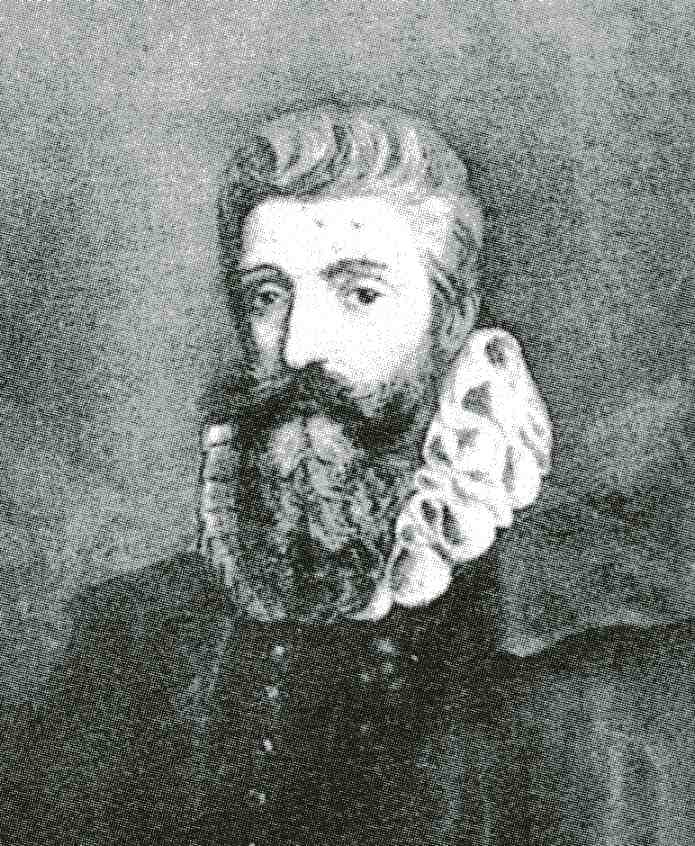
Vautrin Lud

De Prix International de Géographie Vautrin-Lud kan worden beschouwd als de hoogste onderscheiding voor de geografische wetenschapsbeoefening. De prijs wordt gezien als de geografische variant van de Nobelprijs. De prijs is ingesteld in 1991 en wordt elk jaar tijdens het  Internationale Festival van de Geografie in Saint-Dié-des-Vosges uitgereikt.
De prijs ontleent zijn naam aan Vautrin Lud, een Franse wetenschapper die afkomstig was uit Saint-Dié-des-Vosges. Vautrin Lud is bekend als oprichter van het Gymnasium Vosagense, een cultureel brandpunt waar vooraanstaande Humanisten bijeen kwamen en wetenschappelijk actief waren. In 1507 werd hier door Matthias Ringmann en Martin Waldseemüller, vermoedelijk in opdracht van Vautrin Lud de Cosmographiae Introductio gepubliceerd. Op de daarin uitgegeven Waldseemüllerkaart werd voor het eerst de naam Amerika gebruikt.

## Winnaars
| Naam                                    | Land                                   | Jaar |
| --------------------------------------- | -------------------------------------- | ---- |
| Peter Haggett                           | Verenigd Koninkrijk                    | 1991 |
| Torsten Hägerstrand en Gilbert F. White | Zweden en de Verenigde Staten          | 1992 |
| Peter Gould                             | Verenigde Staten                       | 1993 |
| Milton Santos                           | Brazilië                               | 1994 |
| David Harvey                            | Verenigd Koninkrijk                    | 1995 |
| Roger Brunet en Paul Claval             | Frankrijk                              | 1996 |
| Jean-Bernard Racine                     | Zwitserland                            | 1997 |
| Doreen Massey                           | Verenigd Koninkrijk                    | 1998 |
| Ron J. Johnston                         | Verenigd Koninkrijk                    | 1999 |
| Yves Lacoste                            | Frankrijk                              | 2000 |
| Sir Peter Hall                          | Verenigd Koninkrijk                    | 2001 |
| Bruno Messerli                          | Zwitserland                            | 2002 |
| Allen J. Scott                          | Verenigde Staten                       | 2003 |
| Philippe Pinchemel                      | Frankrijk                              | 2004 |
| Brian Berry                             | Verenigde Staten                       | 2005 |
| Heinz Wanner                            | Zwitserland                            | 2006 |
| Michael Frank Goodchild                 | Verenigd Koninkrijk                    | 2007 |
| Horacio Capel Sáez                      | Spanje                                 | 2008 |
| Terry McGee                             | Canada                                 | 2009 |
| Denise Pumain                           | Frankrijk                              | 2010 |
| Antoine Bailly                          | Zwitserland                            | 2011 |
| Yi-fu Tuan                              | China - Verenigde Staten               | 2012 |
| Mike Batty                              | Verenigd Koninkrijk                    | 2013 |
| Anne Buttimer                           | Ierland                                | 2014 |
| Edward W. Soja                          | Verenigde Staten                       | 2015 |
| Maria Dolors García Ramón               | Spanje                                 | 2016 |
| Akin Mabogunje                          | Nigeria                                | 2017 |
| Jacques Lévy                            | Frankrijk                              | 2018 |
| John A. Agnew                           | Verenigd Koninkrijk - Verenigde Staten | 2019 |
| Rudolf Brázdil                          | Tsjechië                               | 2020 |
| Brenda Yeoh                             | Singapore                              | 2021 |